# 齊成公
齊成公（？—前795年），姜姓，名脫（一作說），齊文公之子。《史記》對他無太多記載，周宣王三十三年（前795年），成公在位九年卒，子公子購立。